# Paraleuctra okamotoa
Paraleuctra okamotoa är en bäcksländeart som först beskrevs av Peter Walter Claassen 1936.  Paraleuctra okamotoa ingår i släktet Paraleuctra, och familjen smalbäcksländor. Inga underarter finns listade.